# Auffreville-Brasseuil
Auffreville-Brasseuil ist eine französische Gemeinde in der Île-de-France. Sie gehört zum Département Yvelines, zum Arrondissement Mantes-la-Jolie und zum Kanton Bonnières-sur-Seine. Sie grenzt im Nordwesten an Magnanville, im Norden an Mantes-la-Ville, im Osten an Breuil-Bois-Robert, im Süden an Vert und im Westen an Soindres.

## Bevölkerungsentwicklung
| Jahr                      | 1962 | 1968 | 1975 | 1982 | 1990 | 1999 | 2004 | 2009 | 2014 |
| ------------------------- | ---- | ---- | ---- | ---- | ---- | ---- | ---- | ---- | ---- |
| Einwohner                 | 326  | 338  | 445  | 454  | 560  | 586  | 599  | 589  | 646  |
| Quelle: Cassini und INSEE |      |      |      |      |      |      |      |      |      |

## Sehenswürdigkeiten

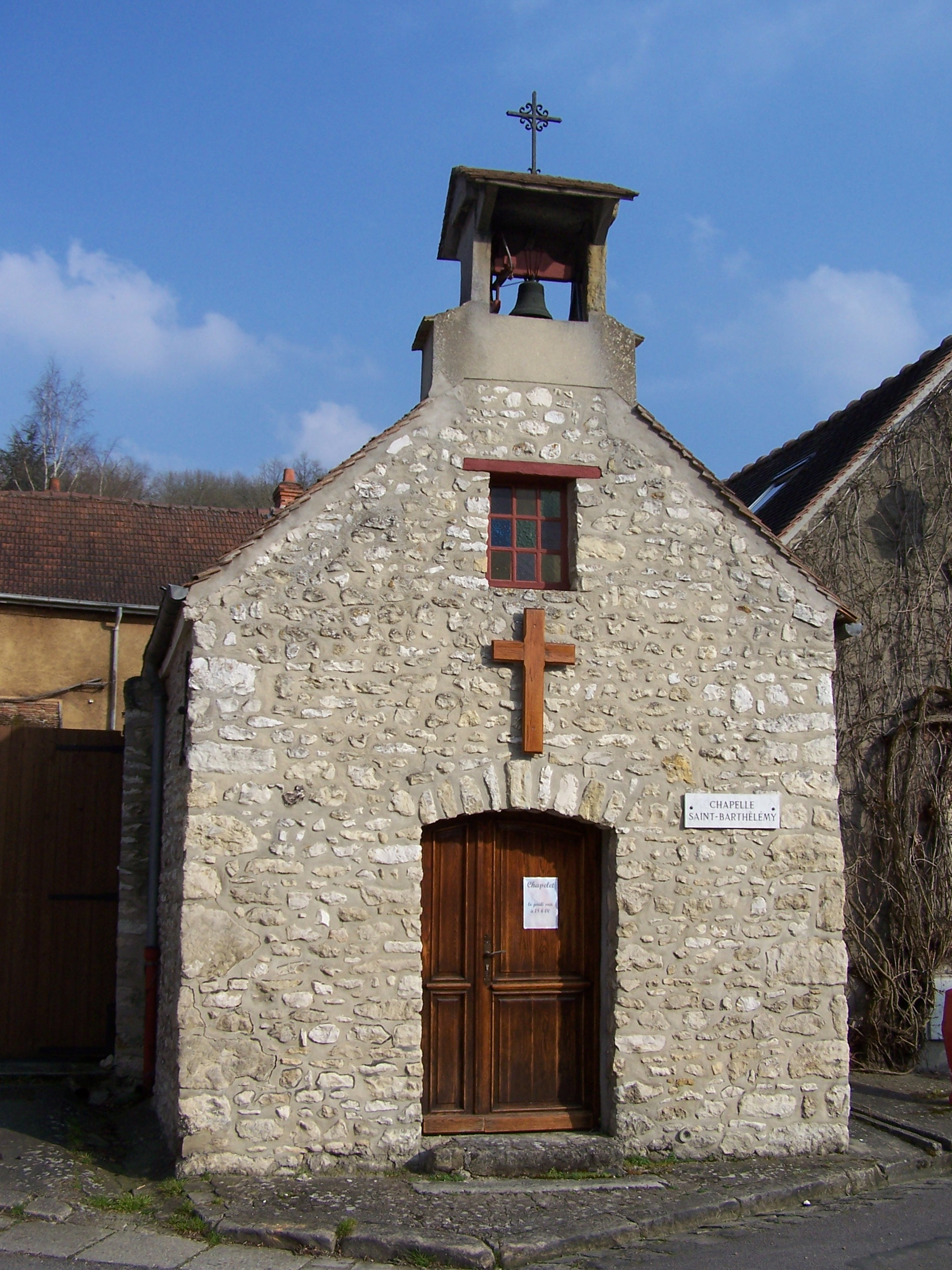
Kapelle Saint-Barthélemy

- Kapelle Saint-Barthélemy